# ایجی تاکموتو
ایجی تاکموتو (انگلیسی: Eiji Takemoto; ۷ مارس ۱۹۷۳ – ) صداپیشگی در ژاپن اهل ژاپن بود. وی از سال ۱۹۹۳ میلادی تاکنون مشغول فعالیت بوده‌است.